# La Maison des sévices
La Maison des sévices (Imprint) est le treizième et dernier épisode de la première saison de la série télévisée Les Maîtres de l'horreur. Il est réalisé par Takashi Miike, et n'a pas été diffusé par Showtime lors de la diffusion initiale de la série en raison de son contenu jugé trop choquant. Il est sorti en DVD le 26 septembre 2006.

## Synopsis
Japon, au XIXe siècle. Christopher, un journaliste américain, cherche à retrouver Komomo, une prostituée qu'il a juré d'emmener aux États-Unis pour l'épouser. Il débarque sur une île entièrement peuplée par des prostituées et leurs gardiens. Une prostituée défigurée apprend à Christopher que Komomo s'est pendue par désespoir. Désemparé, Christopher cherche le réconfort dans le saké. La prostituée lui raconte son passé - sa mère, une sage-femme, a été forcée de la vendre à un bordel après la mort de son père, et elle s'est finalement retrouvée sur l'île. Komomo y était la fille la plus populaire, rendant les autres jalouses. Lorsqu'un bijou appartenant à la tenancière du bordel a été volé, Komomo a été accusée et torturée. Après avoir souffert affreusement - des aiguilles enfoncées sous ses ongles et dans ses gencives - elle s'est pendue, fatiguée d'attendre son amant.
Christopher refuse de croire cette histoire et demande la vérité. La  prostituée commence un second récit, dans lequel sa famille n'est plus ni heureuse ni aimante ; son père était alcoolique, sa mère faiseuse d'anges. Son père n'est pas mort d'une maladie pulmonaire - elle l'a battu à mort pour l'avoir violée. Elle donne ensuite une nouvelle version du destin de Komomo. Malgré la gentillesse de Komomo, qui s'était liée d'amitié avec elle, elle a volé le bijou et a laissé une épingle à cheveux de Komomo pour la piéger. Elle l'a ensuite tuée après ses tortures. Elle explique à Christopher qu'elle avait l'intention de sauver Komomo de l'enfer : comme elle pressentait que Komomo y serait condamnée, ce n'est que par la trahison qu'elle pouvait lui assurer la vie après la mort qu'elle méritait.
Christopher, qui perd tout contrôle, est désespérément convaincu que la prostituée lui cache encore quelque chose. Elle lui révèle alors son terrible secret : une petite seconde tête au centre d'une main cachée sous ses cheveux qu'elle appelle sa "petite sœur", une jumelle parasite. Son père et sa mère étaient frère et sœur, et cette jumelle est le fruit de leur inceste. C'est "petite sœur" qui lui a ordonné de tuer son père et de voler le bijou. Alors que la main commence à parler avec la voix de Komomo, Christopher menace de la tuer. Elle l'informe que, où qu'il aille, il sera en enfer - un flash-back impliquant qu'il est responsable de la mort de sa sœur. Il tire sur la fille à deux reprises. Avant de mourir, la fille se transforme en Komomo.
Christopher, désormais dans une prison japonaise, purge sa peine pour le meurtre de la jeune fille. Quand on lui donne de l'eau, il hallucine que le seau contient un fœtus avorté et lui chante une berceuse, environné par les fantômes de Komomo et de sa sœur.

## Distribution
- Billy Drago : Christopher
- Yūki Kudō : la prostituée défigurée
- Toshie Negishi : la tenancière du bordel
- Michie Itô : Komomo

## Accueil critique
Pour Steve Barton, de Dread Central, qui lui donne la note de 4,5/5, l'épisode est « une œuvre d'art choquante, vicieuse et sans compromis capable d'abasourdir même le fan d'horreur le plus endurci » malgré « l'horrible interprétation » de Billy Drago. Le réalisateur s'y livre par ailleurs « à quelques constats poignants sur la condition humaine ». Pour le site Écran large, qui lui donne la note de 5/5, Takashi Miike aborde des sujets tabous aux États-Unis « avec une radicalité qui lui est propre et un sens de l'esthétisme qui tutoie le sublime » avec cet épisode où « onirisme et fantastique se fondent doucement avant une montée en puissance dans l'horreur cristallisée par une séquence de torture proprement insoutenable », et dont le seul défaut est « le cabotinage constant de Billy Drago ». Loïc Blavier, du site Tortillapolis, évoque un épisode « très étonnant, très spécial, qui garantit au moins à son spectateur un dépaysement visuel, narratif et thématique total » et « transpire le jusqu'au-boutisme ». Takashi Miike « ne lésine pas sur l'horreur, et ses scènes de tortures sont très complaisantes, sans pour autant se départir de cette tonalité très théâtrale que le réalisateur s'est évertué à créer depuis le début ».
Parmi les critiques négatives, Damien Taymans, du site Cinemafantastique, lui donne la note de 2/5, estimant que l'épisode « va parfois trop loin, privilégiant la torture et la souffrance à l’horreur pure et dure », le réalisateur se complaisant « à nous asséner de scènes insoutenables et il faudrait être vraiment dérangé pour s’extasier devant ce genre d’atrocités ». Ty Bru, du site Examiner, estime que la grande erreur de l'épisode est d'avoir été tourné en anglais et non en japonais car cela aurait sûrement donné un résultat bien meilleur, et que l'élément « le plus dérangeant » est le jeu d'acteur de Billy Drago dont « les expressions, la voix, l'attitude et les réactions » sont totalement embarrassantes.